# Next (groupe)
Surtout connus pour leur single Too Close, Next est un trio de musique R'n'B originaire des États-Unis, et populaire à la fin des années 1990.

## Histoire
Composé à l'origine de R.L. Huggar, et des frères Terry et Raphael Brown, le groupe a été fondé grâce à l'aide de l'oncle des frères Brown, ancien chef d'orchestre local de gospel.
Ils commencèrent leur carrière sous le nom de Straight4ward. Le trio fut pris sous l'aile de Ann Nesby du groupe Sounds of Blackness qui a été un certain temps leur manager. Ils furent ensuite découverts dans leur ville natale de Minneapolis par le producteur et DJ KayGee du groupe Naughty By Nature. Par la suite ils signèrent avec le label Divine Mill de KayGee's, et avec Arista Records.

## Discographie

### Albums
- 1997 : Rated Next
- 2000 : Welcome II Nextasy
- 2002 : The Next Episode
- 2009 : Next, Lies, & Videotape

### Singles
| Année | Titre                    | Classements  | Classements | Classements      |
| Année | Titre                    | U.S. Hot 100 | U.S. R&B    | UK Singles Chart |
| ----- | ------------------------ | ------------ | ----------- | ---------------- |
| 1997  | Butta Love               | 16           | 4           | –                |
| 1998  | Too Close                | 1            | 1           | 24               |
| 1998  | I Still Love You         | 14           | 4           | –                |
| 2000  | Wifey                    | 7            | 1           | 19               |
| 2000  | Beauty Queen             | –            | 48          | –                |
| 2002  | Imagine That             | –            | 66          | –                |
| 2009  | Lets Go (Featuring Mase) | –            |             | –                |

## Récompenses et nominations
- American Music Awards
  - 1999 : Groupe favori Soul/R&B (en compétition)
  - 1999 : Nouveaux artistes Soul/R&B (en compétition)
- Soul Train Awards
  - 2001 : Meilleur album de groupe R&B/Soul avec Welcome II Nextasy (en compétition)
  - 1999 : Meilleur single de groupe R&B/Soul avec Too Close (gagnant)